# ジュリアード弦楽四重奏団
ジュリアード弦楽四重奏団（ジュリアードげんがくしじゅうそうだん、Juilliard String Quartet）は、アメリカの弦楽四重奏団。1946年にニューヨークのジュリアード音楽院の校長だった作曲家、ウィリアム・シューマンの提唱により、ジュリアード音楽院の教授らによって結成された。ヨーロッパ出身の弦楽四重奏団のような民族色はないが、完璧なアンサンブル、緻密で明快な音楽解釈、高度な統一感のもたらす音楽表現の広さにより、現代の弦楽四重奏団の最高峰の一つとされている。
バルトーク以降の現代音楽で積極的に演奏を行うほか、モーツァルトやベートーヴェンなどの古典でも演奏を残している。またバルトークやヒンデミット、エリオット・カーターなど、近現代の作曲家の全集を録音するなどレパートリーは広く、20世紀後半以降の音楽界への貢献は大きい。

## メンバーの変遷

### 第1ヴァイオリン
- 1946年 - ロバート・マン（Robert Mann）
- 1997年 - ジョエル・スミルノフ（Joel Smirnoff）
- 2009年 - ニコラス・イーネット（Nicholas Eanet）
- 2011年 - ジョセフ・リン（Joseph Lin）
- 2018年 - アレタ・ズラ（Areta Zhulla）

### 第2ヴァイオリン
- 1946年 - ロバート・コフ（Robert Koff）
- 1958年 - イシドア・コーエン（Isidore Cohen）
- 1966年 - アール・カーリス（Earl Carlyss）
- 1986年 - ジョエル・スミルノフ（Joel Smirnoff）
- 1997年 - ロナルド・コープス（Ronald Copes）

### ヴィオラ
- 1946年 - ラファエル・ヒリヤー（Raphael Hillyer）
- 1969年 - サミュエル・ローズ（Samuel Rhodes）
- 2013年 - ロジャー・タッピング（Roger Tapping）
- 2022年 - モーリー・カー（Molly Carr）

### チェロ
- 1946年 - アーサー・ウィノグラード（Arthur Winograd）
- 1955年 - クラウス・アダム（Claus Adam）
- 1974年 - ジョエル・クロスニック（Joel Krosnick）
- 2016年 - アストリッド・シュウィーン（Astrid Schween)